# Connective Records
Connective Records is een Zweeds platenlabel dat jazz uitbrengt. Het label is gevestigd in Malmö.
Op het label is muziek uitgekomen van verschillende groepen van en met Fredrik Kronkvist, Miriam Aïda, Martin Sjöstedt, Per-Oscar Nilsson en Joe Spinaci and the Brooklonio Orchestra.

## Referentie
- Website Connective Records